# Cerecedo (Boñar)
Cerecedo es un pueblo perteneciente al municipio de Boñar (León), en el noroeste de España.
Tiene una población de 15 habitantes, 10 hombres y 5 mujeres (INE 2020)
| 20                         | 20 | 20 | 20 | 19 | 15 | 19 | 15 |
| (Fuente: [cita requerida]) |    |    |    |    |    |    |    |

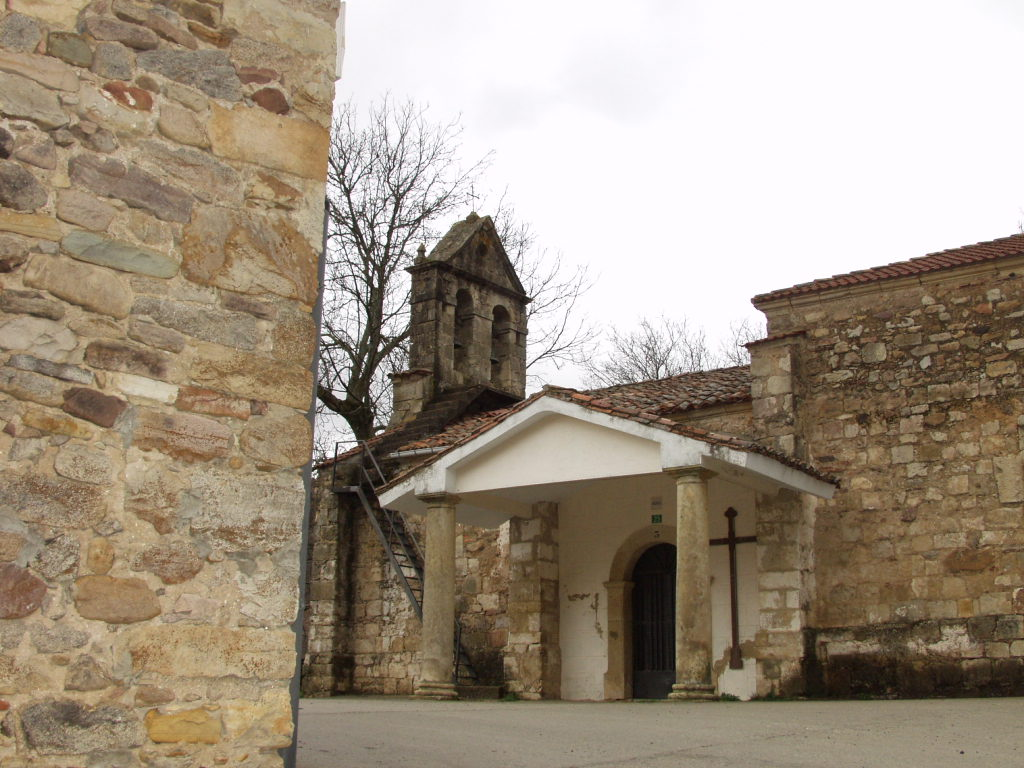
Iglesia de San Pantaleón

Su iglesia parroquial es de finales del siglo XVIII y está dedicada a San Pantaleón de Nicomedia.
Aquí hay un escudo que se dice que pertenece a la Dama de Arintero.
Existe en su término un gran edificio dedicado en la época de la posguerra a sanatorio antituberculoso. 
Celebra fiestas patronales el 27 de julio.

## Ubicación
Cerecedo está ubicado al noreste de la provincia de León, a unos 50 km de la capital leonesa y a 3 km de la Villa de Boñar. Por este pueblo, se puede entrar al monte Pardomino y hacer lindos paseos. Está comunicado por la LE-331. Su patrón es San Pantaleón (27 de julio)